# Bohrstraal
De bohrstraal is een lengte-eenheid uit de atoomfysica die ruwweg overeenkomt met de straal van een waterstofatoom in de grondtoestand.

## Geschiedenis
In de zoektocht naar de juiste beschrijving van een atoom, werden in de geschiedenis veel verschillende modellen naar voren geschoven. Eén daarvan was het zogeheten bohrmodel, naar zijn bedenker Niels Bohr. Volgens dat model draaien elektronen in cirkelbanen rond de kern. Met zijn model kon Bohr ook de straal van de kleinst mogelijke baan van een elektron in een waterstofatoom  bepalen:
{\displaystyle a_{0}={\frac {4\pi \epsilon _{0}\hbar ^{2}}{m_{e}e^{2}}}={\frac {\hbar }{m_{e}\,c\,\alpha }}}
Dit getal noemt men de bohrstraal. Men kan de numerieke waarde verkrijgen door in de bovenstaande uitdrukking de natuurconstanten in te vullen (constante van Dirac, elektronrustmassa, lichtsnelheid en fijnstructuurconstante). Het resultaat is dan
{\displaystyle a_{0}\approx 5,29\times 10^{-11}\mathrm {m} =0,529\,{\mathrm {\AA} }}

## Hedendaagse interpretatie
Hoewel het bohrmodel een aantal aantrekkelijke eigenschappen heeft (kan bijvoorbeeld zeer goed het absorptiespectrum van waterstof verklaren), weten we vandaag de dag dat dit model niet juist is. Volgens de kwantummechanica kan een elektron niet (uitsluitend) worden beschreven als puntdeeltje, maar moet het worden beschreven als een uitgespreid object: een golffunctie. Toch wordt het bohrmodel soms nog gebruikt als eenvoudige visualisatie van de structuur van het atoom. Het blijkt ook dat de 'grootte' van de golffunctie van een elektron rond de atoomkern ongeveer overeenkomt met de bohrstraal. Dus het is een goede (kwalitatieve) aanduiding voor de typische grootte van een atoom. Aangezien de meeste atomen meer dan één elektron hebben, is de werkelijke grootte van een atoom groter dan de bohrstraal, doorgaans enkele ångström.